# Aure (Ardennes)
Aure [ɔʁ] ist eine französische Gemeinde mit 38 Einwohnern (Stand: 1. Januar 2022) im Département Ardennes in der Region Grand Est. Sie gehört zum Arrondissement Vouziers und zum Kanton Attigny. 

## Geographie
Aure liegt etwa 55 Kilometer östlich von Reims und etwa 20 Kilometer südwestlich von Vouziers. Die westliche Grenze der Gemeinde ist die Grenze zwischen den Departements Ardennes und Marne. Der Zugang zur Gemeinde erfolgt über die Départementsstraße D 6 von Manre im Südosten, die durch das Dorf nach Südwesten führt und in Marne auf die D 20 übergeht, nach Sommepy-Tahure. Die D 306 führt vom Dorf nach Monthois nach Nordosten. Die Gemeinde besteht ausschließlich aus Ackerland. 
Das Flüsschen Alin (manchmal auch Allin geschrieben) entspringt in der Nähe des Dorfes und fließt nach Südosten, um schließlich die Aisne bei Brécy-Brières zu erreichen.

## Bevölkerungsentwicklung

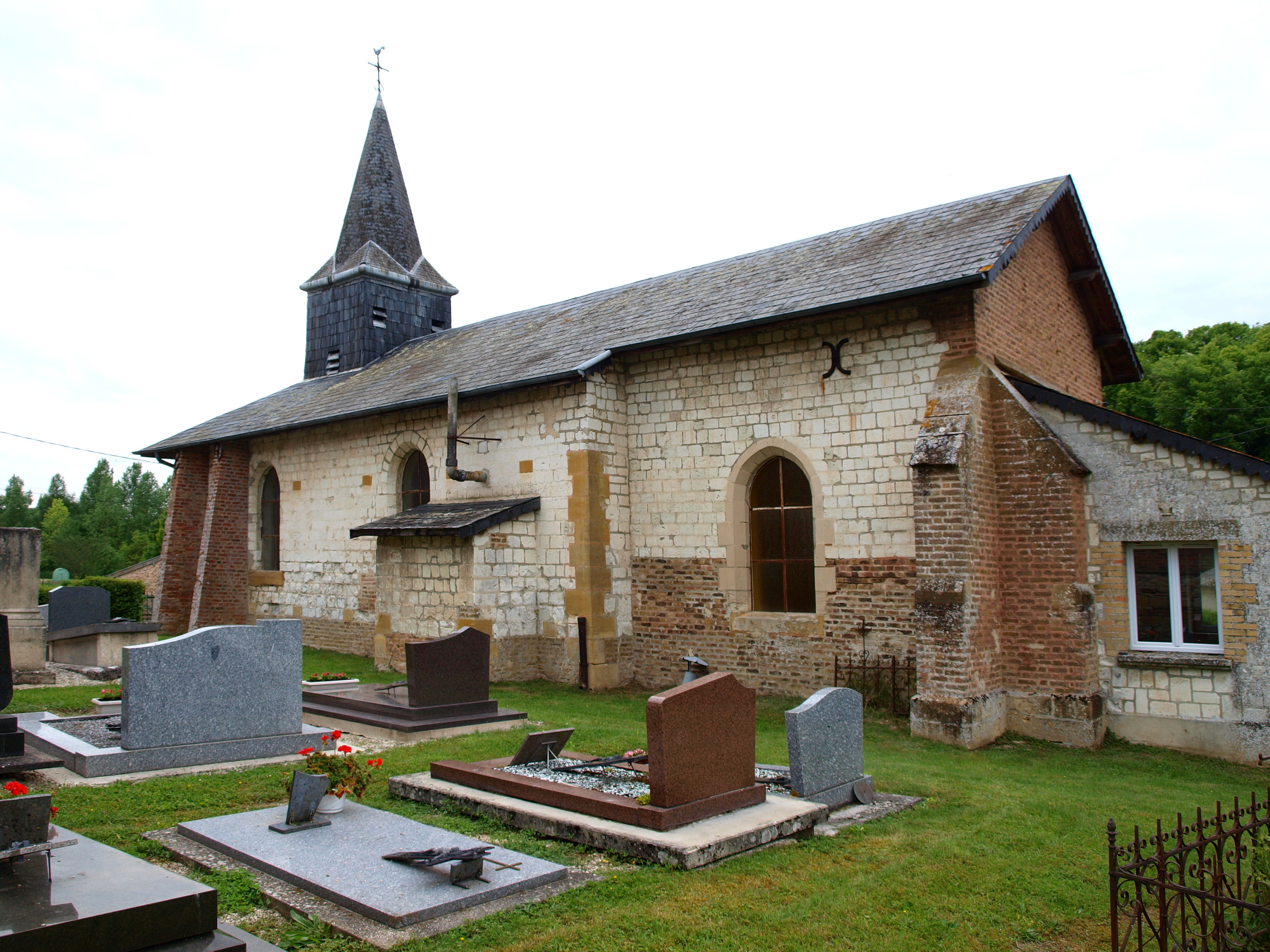
Kirche Saint-Georges

| Jahr      | 1968 | 1975 | 1982 | 1990 | 1999 | 2004 | 2009 | 2018 |
| --------- | ---- | ---- | ---- | ---- | ---- | ---- | ---- | ---- |
| Einwohner | 89   | 74   | 66   | 56   | 46   | 62   | 50   | 546  |